# 沖縄音楽

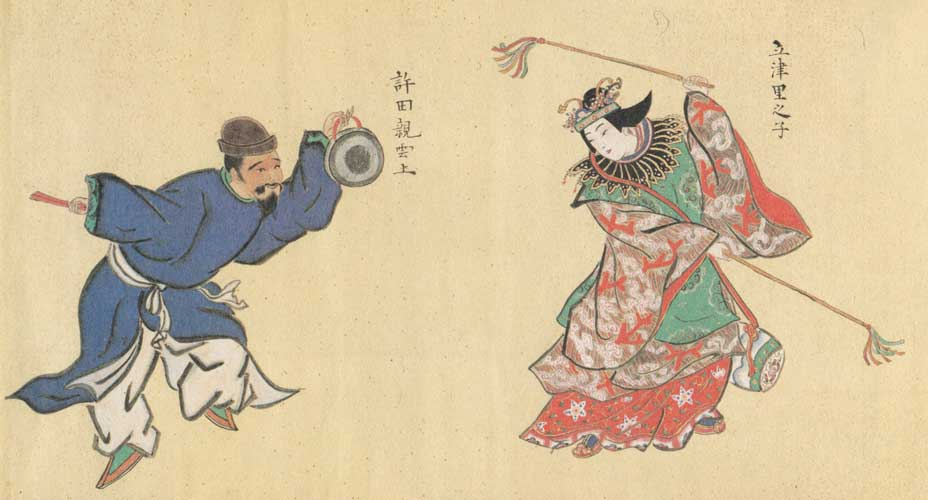
琉球人座楽并踊之図

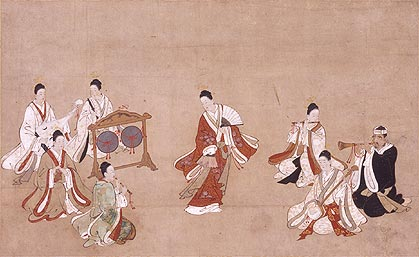
琉球人舞楽之図（御座楽の様子）

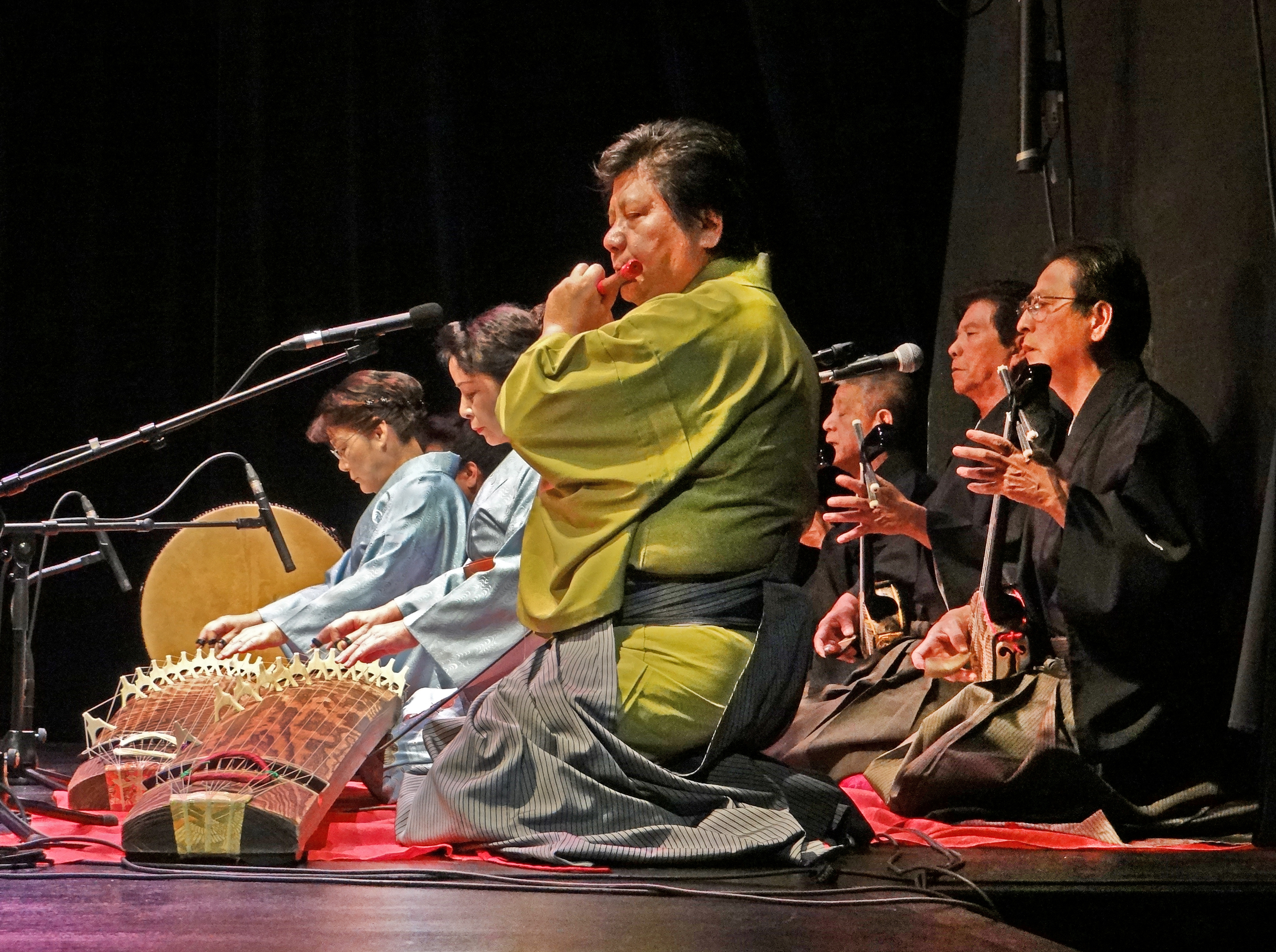
演奏の様子

沖縄音楽（おきなわおんがく）とは、琉球国ひいては沖縄県で生まれ、育まれてきた音楽文化の便宜的な総称である。伝統的な楽曲の他、近年は音楽ジャンルの一形態として、ポップスに採り入れられることが多い。

## 概要
沖縄音楽とは「沖縄県で確立された音楽の総称」であり、その中にはいくつかのジャンルが存在する。特に、沖縄県は19世紀まで独立した琉球国であったことと、第二次世界大戦後はアメリカ合衆国に統治され、本土とは隔離された状況にあったことから、琉球民謡を土台にしたポピュラー音楽やアメリカの影響の強いロック音楽など、本土の音楽とは異なった流れの下にあり、その独自性と幅を広げる元になっている。王宮の伝統音楽（御座楽）から古典音楽、芝居・琉球舞踊にかかわるものから、神歌、お笑いに関するもの、大衆の民謡・労働歌、お座敷歌謡、流行歌、童謡、子守唄まで様々なジャンルがある。
祭りの代表的な舞踊に「エイサー」が知られているが、宴会の最後を締める「カチャーシー」、「クイチャー」などがあり、伴奏を伴う。
また、民謡と歌謡曲との境目が明確ではなく、民謡と称する新作が日々新たに作られる状況が現在も続いている。このことも、沖縄の民謡の大きな特徴である。たとえば「ハイサイおじさん」は当初「民謡ではない」という意見も多かったが、今では新作の民謡（新民謡）と認知されている。沖縄の民謡は、しばしば「島唄」と呼ばれることがあるが、本来この言葉は奄美民謡を指す呼称である。

## 音階
沖縄音楽の最大の特徴は、沖縄音階（琉球音階）である。鍵盤で「ドレミファソラシド」と弾いたときの「レ」と「ラ」を抜く（つまり「ドミファソシド」と弾く）のが西洋音階との最大の違い。この音階はインドネシアなど東南アジアの音楽にも一部存在する（ガムランなど）。また、鹿児島県の与論島、沖永良部島の民謡でも多用されている。

## 琉球楽器／沖縄音楽を成り立たせるもの
- 三線（サンシン）
- 箏（クトゥ）（本土では「琉球箏」または「沖縄箏」と呼ばれることもある）。金属弦のものは「琉琴」という。
- 胡弓（くーちょー）
- 笛 - 「ファンソウ」ともいう。縦笛ではなく、横笛。「明笛」の一番上の穴（響孔）をテープで塞いで使うことが多いが、最近は元から響孔の開いていない六穴のものも売られ「琉笛」と呼ばれることもある。
- 拍子木
- 三板（サンバ） - 三枚の板を紐で括った楽器。カスタネット、タンバリン的に使う。
- 四つ竹 - 長方形に切った竹を二枚ずつ両手に持ち鳴らす。古典舞踊の「踊りこはでさ」（四つ竹を持って踊ることから四つ竹とも）に使うのが代表的だが、最近ではエイサーに使われることもある。
- パーランクー - エイサーで使う小型の片面太鼓。片手で持ち、叩いたら手首を返し、音を反響させる。
- 平太鼓 - 締太鼓と一組にして、伴奏に使う
- 締太鼓 - エイサーに良く用いられる太鼓。平太鼓と併せて伴奏に使う締太鼓は胴が厚くて重く、形は同じでもエイサーで使われる締太鼓とは異なる。
- 指笛 - 合の手的に使う。
- 銅鑼 - 八重山諸島において、締太鼓とともに儀礼の唄の伴奏に用いられる。

このうちの箏、胡弓は主に古典音楽で用いられ、民謡に用いられることは少ない。

## 歌詞
古典作品はほぼ全てが「沖縄口（ウチナーグチ：沖縄方言）」で歌われる。ただし、宮古民謡、八重山民謡、与那国民謡は、それぞれ宮古方言、八重山方言、与那国方言で歌われ、互いに聞いて理解できないほどの差があり、八八八六の琉歌形式を伴わなかったり、曲調、演奏スタイルにも差異がある。最近の作品でもウチナーグチを使うのが一般的ではある。ただし、沖縄県出身のJ-POPアーティストによる楽曲はこの限りでなく、トラックは沖縄音階を踏襲しつつも、歌詞は「大和口（ヤマトグチ：本土の言葉、標準語とほぼ同義）」を使う曲も増えている。

## 代表的なアーティスト

### 琉球民謡、琉球歌謡
- 糸数カメ
- 伊波はづき
- 上間綾乃
- 大城美佐子
- 嘉手苅林昌
- 嘉手苅林次
- 神谷千尋
- 我如古より子
- 兼村憲孝
- 山内昌永
- 喜納昌永
- 喜納昌吉&チャンプルーズ
- 金城安紀
- 金城睦松
- 金城実
- 国吉真勇
- 古謝美佐子
- 島袋正雄
- 平良りん子
- 多嘉良朝成
- 知名定繁
- 知名定男
- 照喜名朝一
- 照屋政雄
- 照屋林助
- 仲宗根創
- 登川誠仁
- 普久原朝喜・普久原京子
- 普久原恒勇
- 前川守賢
- 山川まゆみ
- 山里ユキ
- よなは徹

#### 宮古民謡
- 国吉源次
- 砂川国夫

#### 八重山民謡
- 新良幸人
- 大底朝要
- 大工哲弘
- 鳩間可奈子
- 東嵩西美寛
- 山里勇吉
- 世持桜

#### 与那国民謡
- 宮良康正
- 与那覇歩

### 現代沖縄音楽、J-POP系、その他
- りんけんバンド
- IN-HI
- いーどぅし
- HY
- 沖縄電子少女彩
- ORANGE RANGE
- 華菜枝
- gulff
- かりゆし58
- きいやま商店
- 護得久栄昇
- 東風
- Cocco
- 佐渡山豊
- 下地イサム
- JaaBourBonz
- seven oops
- ティンクティンク
- どんと
- 中里幸広
- 夏川りみ
- ネーネーズ
- パーシャクラブ
- ぱにぱに
- HIGH and MIGHTY COLOR
- BEGIN
- 久富ラキタ
- FLiP
- 平安隆
- ポニーテールリボンズ
- 紫
- MONGOL800
- やなわらばー
- やちむん(奈須重樹)
- RYUKYUDISKO
- ステレオポニー

## 例外
- 沖縄アクターズスクール（安室奈美恵やSPEEDなど）は沖縄音楽とは別の路線をとっている。
- 楽曲「島唄」で有名なTHE BOOM、「満月の夕」で有名なソウル・フラワー・ユニオン、「ピリリと行こう!」を歌っていた女性アイドルグループBerryz工房は、沖縄出身ではなく、沖縄音楽に主要なルーツを持つわけではない。
- アメリカ統治時代に、コザ市（現沖縄市）では、朝鮮戦争やベトナム戦争に明け暮れた米軍人向けにクラブやライブハウスが流行し、多数のハードロックミュージシャン達が活躍した。(紫など)